# Kopka River
Der Kopka River ist ein Fluss in der kanadischen Provinz Ontario nördlich des Oberen Sees und westlich des Nipigonsees.
Er durchfließt den Waterhouse Lake (⊙),
Gaal Lake (⊙),
Uneven Lake (⊙),
Sandison Lake (⊙),
Kenakskaniss Lake (⊙),
Wigwasan Lake (⊙),
Bukemiga Lake (⊙),
Obonga Lake (⊙),
Kopka Lake (⊙)
und Pishidgi Lake (⊙),
bevor er in den
Wabinosh Lake (⊙)
mündet, welcher über den 3 km langen Unterlauf des Wabinosh River in die Wabinosh-Bucht des Nipigonsees entwässert.